# إبراهيم مراد (سياسي)
ابراهيم مراد (من مواليد 22 أوت 1953 بولاية باتنة) هو سياسي جزائري عينه رئيس عبد المجيد تبون وزير الداخلية خلفا لكمال بلجود منذ 8 سبتمبر 2022.

## الوظائف التي تقلدها
التكوين والشهادات:
- خريج المدرسة الوطنية للإدارة الدفعة الــ 10

المناصب السابقة:
- متصرف بولاية المسيلة
- مكلف بمهمة بولاية باتنة
- رئيس دائرة مليانة بعين الدفلى
- رئيس دائرة بئر مراد رايس بالجزائر
- والي للعديد من الولايات: تندوف، بشار، أم البواقي، عنابة، عين الدفلى، تيارت، بومرداس، المدية، فولاية تيزي وزو
- مكلف بمهمة برئاسة الجمهورية مكلف بملف مناطق الظل
- وسيط الجمهورية.[2]